# La Demoiselle paysanne (ballet)

La Demoiselle paysanne (Ба́рышня-крестья́нка) est un ballet de Boris Assafiev en trois actes et sept tableaux sur un livret de Nikolaï Volkov. Il est inspiré de la nouvelle éponyme d'Alexandre Pouchkine.

## Histoire
Après le succès de son ballet La Fontaine de Bakhtchissaraï qui ouvre de nouvelles voies à la mise en scène dans le domaine du ballet dans de nombreux théâtres d'URSS, Rostislav Zakharov propose encore un ballet moderne sur une œuvre de Pouchkine. Cependant cette nouvelle production ne rencontre pas le succès. L'historienne du ballet, Vera Krassovskaïa, déclare:

«La Demoiselle paysanne avec des décors de Lanceray aurait été idyllique au XIXe siècle. Des villageois dans le goût douceureux de Venetsianov s'amusent et dansent dans un pré buvant autour de feux de joie. Les scènes de ce genre ne sont pas nouvelles dans le théâtre musical russe, en particulier pour les pièces inspirées de Pouchkine. Comme on le sait, La Dame de pique de Tchaïkovski commence par un jeu où l'on boit de la vodka, et dans Eugène Onéguine le chant et la danse des paysans du premier tableau et le chœur des filles du troisième sont donnés dans des tonalités pastorales. Mais chez Tchaïkovski, le drame des passions se développe sur cette toile de fond, en accord avec Pouchkine, et le jeu des sentiments se fait de manière aiguë et tout à fait moderne. Assafiev et Zakharov ont adapté l'histoire de La Demoiselle-paysanne pour le ballet en respectant la lettre, mais n'ont pas su montrer leur propre point de vue sur l'essence de cette histoire. 

Par conséquent, les meilleurs moments du ballet forment des sortes d'images vivantes, où le mouvement ne détruit pas les illusions illustratives, ou, du moins, continue ces illusions en termes de plausibilité quotidienne... 

Zakharov, en annulant les "retraits" de danse de l'ancien théâtre de ballet, plutôt fermées dans la forme, et en même temps en supprimant leur caractère conventionnel, a cherché un lien direct entre la danse et l'action. Mais il semblerait que chaque personnage de ses ballets, dans ce cas, aurait dû avoir une caractéristique plastique originale et unique, la sienne, un ensemble particulier de mouvements, nouveau par essence et, par conséquent, différent de ce qui a été vu jusqu'à présent. Cependant, les innovations ne se sont manifestées que dans le rejet de nombreux mouvements légalisés par le temps et de formes structurelles entières; ce qui restait du vocabulaire de la danse classique du XIXe siècle a été conservé sous une forme trop bien connue, sans ajouts ni développements. De plus, le "discours" d'un personnage pourrait être transféré sans dommage à un autre, et cela n'affecterait en rien ce qui ressort de l'image. 

Dans La Demoiselle paysanne, la pauvreté du vocabulaire de la danse et le maniement primitif de ce qui lui était réservé dans les anciens ballets sont en partie dus à la minceur de la partition.»

Ce spectacle marque le dernier décor de l'artiste Eugène Lanceray.

## Personnages
- Liza Mouromskaïa
- Alexeï Berestov
- Nastia, la bonne de Liza
- Miss Jackson, la gouvernante de Liza
- Grigori Ivanovitch Mouromski, le père de Liza, propriétaire terrien
- Ivan Petrovitch Berestov, le père d'Alexeï, propriétaire terrien
- jeunes paysannes

## Sur scène

### Bolchoï
La première a lieu sur la scène filiale du théâtre Bolchoï, le 14 mars 1946. La chorégraphie et la mise en scène sont de Rostislav Zakharov, les décors d'Eugène Lanceray, les costumes de Sergueï Samokhvalov, la direction d'orchestre de Semion Sakharov.
Distribution
- Liza: Marina Semionova, puis Olga Lepechinskaïa, Galina Petrova
- Alexeï: Vladimir Preobrajenski, puis Alexandre Lapaouri
- Nastia: Tatiana Lazarevitch
- Miss Jackson: Lioubov Bank
- Mouromski: Alexandre Radounski
- Berestov: Viktor Smoltsov

Le spectacle est joué quarante-deux fois, la dernière représentation ayant lieu le 24 juin 1951.

### Autres scènes
Ce ballet est joué ensuite au théâtre d'opéra et de ballet de Modavie en 1947, puis au théâtre d'opéra d'Odessa en 1950, au théâtre Kirov de Léningrad en 1951.